# Siegfried Hochermann
Siegfried Hochermann (* 1881 in Wien, Österreich-Ungarn; † 1942 in Riga) war ein österreichischer Ingenieur und Sportfunktionär.

## Leben
Siegfried Hochermann entstammte einer jüdischen Familie und war in Wien als Ingenieur tätig. Am 6. Februar 1906 wurde der Allgemeine Sportausschuß für Österreich gegründet und als Vorstand bestimmte man neben dem Präsidenten Viktor Silberer und dem Vizepräsidenten Balduin Groller Hochermann zum Schriftführer. Dieser Verband gilt heute als Vorläufer des Österreichischen Olympischen Comités.
Am 3. Jänner 1924 wurde er bei der Hauptversammlung des Wiener Amateur-Sportvereins (WAS) im Festsaal des Niederösterreichischen Gewerbevereins zum Präsidenten gewählt. Er blieb mehr als zwei Jahre im Amt.
In der Zeit des Nationalsozialismus wurde Hochermann am 19. Jänner 1942 nach Riga deportiert und dort ermordet. Er war verheiratet mit der Ida Boscowitz. Aus der Ehe ging der Pathologe Heinz Bauer (1914–2003) hervor.